# نوشیدنی شعله‌ور

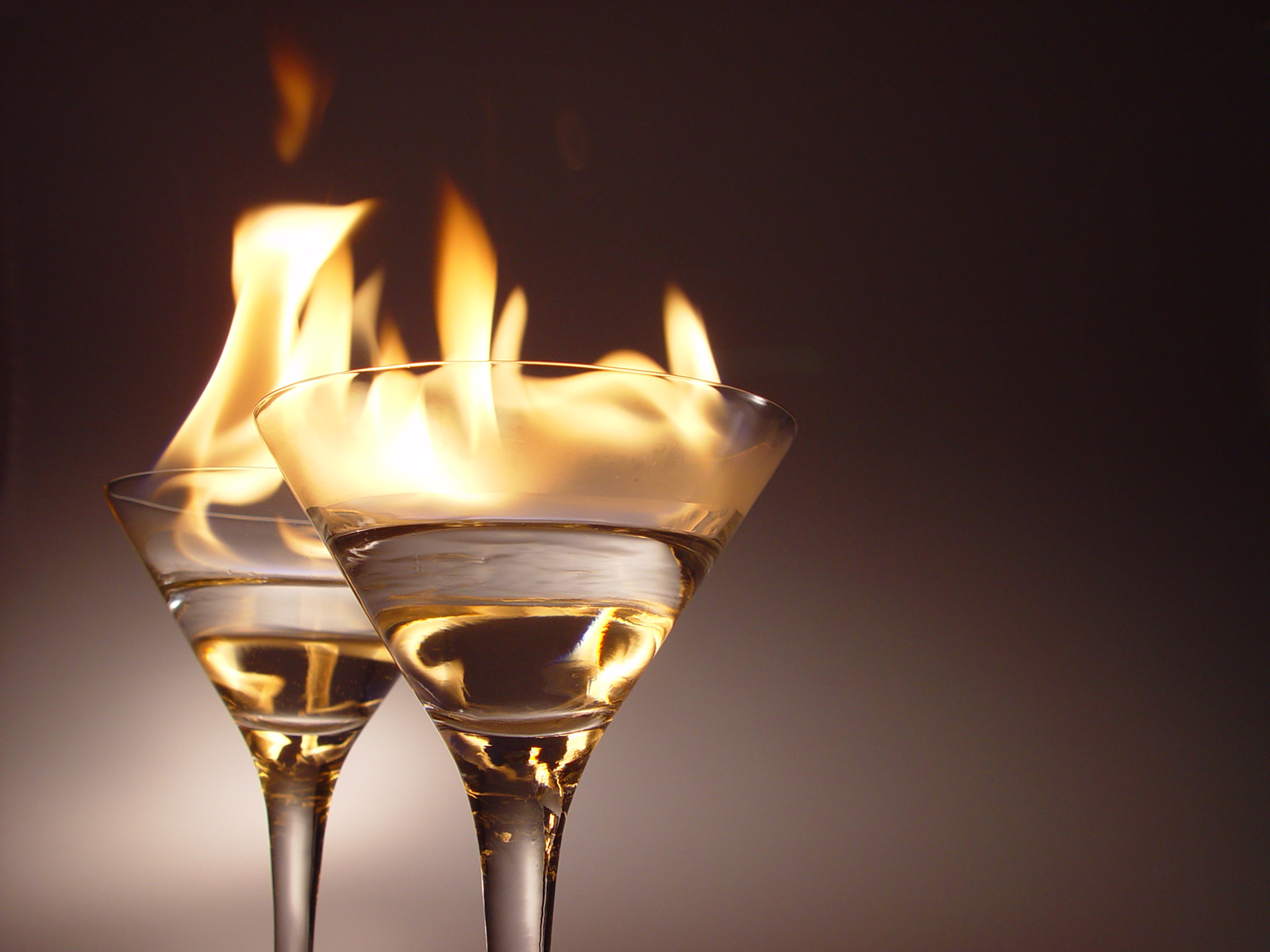
کوکتل‌های شعله‌ور

یک نوشیدنی شعله‌ور یک کوکتل یا نوشیدنی مخلوط دیگر است که حاوی الکل با درصد بالا و قابل اشتعال است که قبل از مصرف مشتعل می‌شود. الکل ممکن است بخشی جدایی‌ناپذیر از نوشیدنی باشد یا به‌صورت یک لایه نازک روی سطح نوشیدنی شناور شود. شعله‌ها عمدتاً برای ایجاد حس و جلوه‌های دراماتیک هستند. با این حال، در ترکیب با برخی مواد، طعم نوشیدنی تغییر می‌کند. برخی طعم‌ها تقویت می‌شوند و این فرایند ممکن است طعم کبابی را به برخی نوشیدنی‌ها منتقل کند.

## تاریخچه

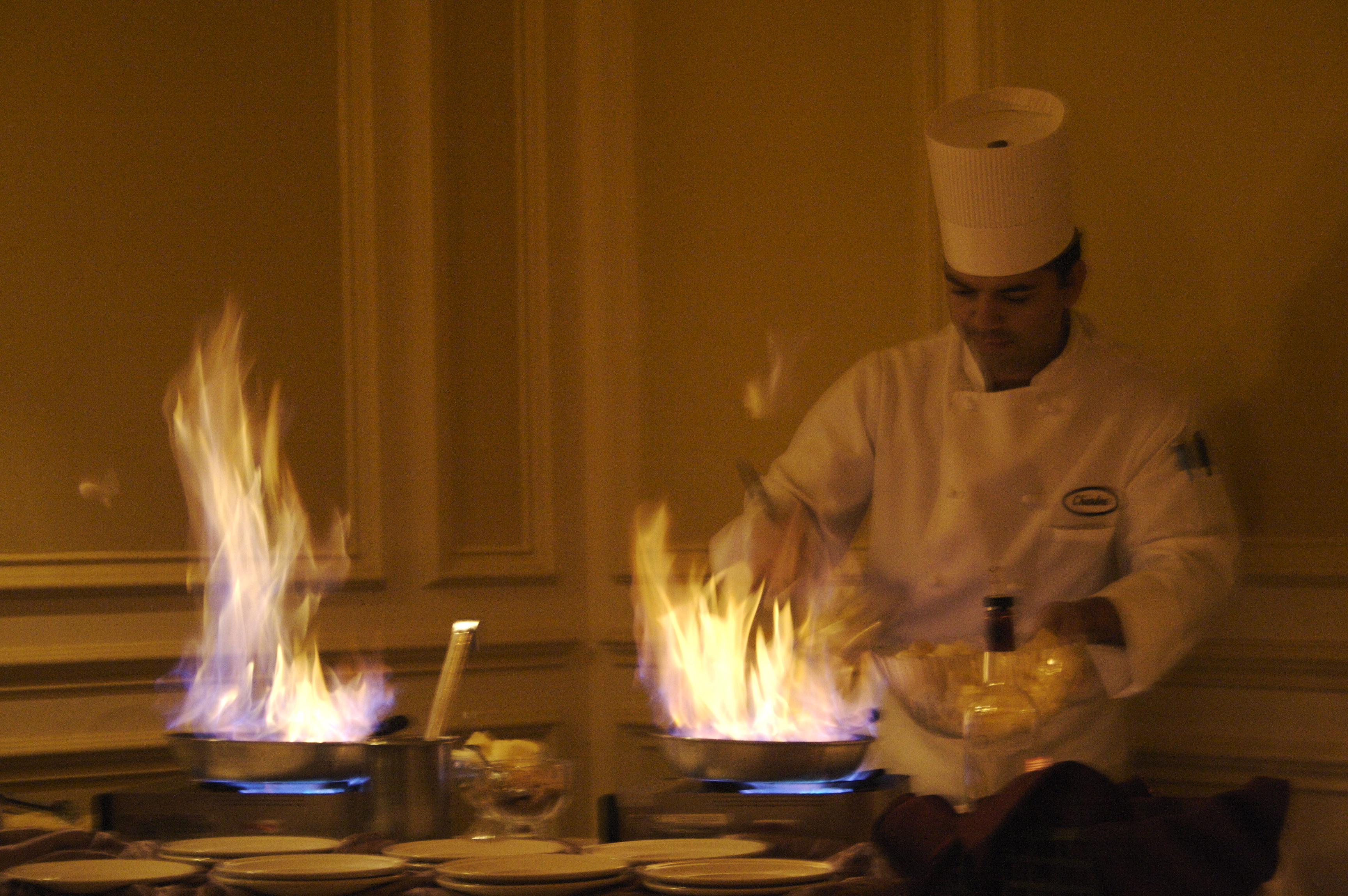
آشپزی که کرپ سوزت را آماده می‌کند

در حالی که الکل به‌طور تاریخی هم به‌عنوان نوشیدنی مصرف شده و هم به‌عنوان سوخت برای آتش استفاده می‌شود، تاریخ پیدایش اولین نمونه از یک نوشیدنی الکلی شعله‌ور نامشخص است.
بسیاری از دستور العمل‌های سنتی غذا، الکل شعله‌ور را به عنوان یک فرایند یا مادهٔ کلیدی در خود جای داده‌اند. این روش پخت معمولاً به عنوان فلامبه شناخته می‌شود. موز فاستر، گیلاس جوبیلی، بمب آلاسکا، کرپ سوزت، استیک دایان و کوک او وین چند غذای شناخته‌شده هستند که از این روش برای ایجاد طعم‌های پیچیده در غذا و در مورد همه موارد به جز مورد آخر، اجرای نمایشی در کنار میز غذا استفاده می‌کنند. در دوران ویکتوریا، پودینگ‌های بخارپز شعله‌ور به یک سنت غذایی تبدیل شدند.

### نوشیدنی‌های اولیه
در اواسط دهه ۱۸۰۰، یک سالن معمولی مشروبات پایه‌ای مانند ویسکی، برندی یا جین سرو می‌کرد. برای ایجاد یک تنوع و طعم شیرین‌تر، ممکن بود کمی شکر به نوشیدنی اضافه شود. برای مناسبت‌های خاص و بسته به در دسترس بودن مواد، انواع پانچ، تادی، اگ ناگ، گروگ یا شراب‌های گرم، به خصوص در رویدادهای اجتماعی، ارائه شود. جایی بین حداقل دهه ۱۶۰۰ و ۱۸۶۰، مردم شروع به روشن کردن الکل روی آتش کردند.

### کوکتل بلیزر آبی

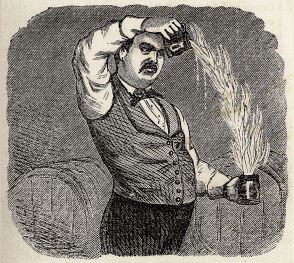
جری توماس، نویسنده اولین کتاب با دستورهای کوکتل

اولین راهنمای راهنمای متصدی بار که توسط جری توماس نوشته شده و در سال ۱۸۶۲ منتشر شد، شامل دستور تهیه اولین کوکتل شعله‌ور، یعنی «بلو بلیزر» است. این کتاب، چگونه نوشیدنی‌ها را مخلوط کنیم، توضیح می‌دهد: 76–77  که چگونه یک تادی داغ تهیه شده با اسکاتش را به یک «جریان شعله‌ور از مایع آتشین» تبدیل کنیم:
۱۹۷. بلیزر آبی.

(از دو لیوان بزرگ دسته‌دار با روکش نقره استفاده کنید)
۱ لیوان ویسکی اسکاتلندی.
۱ ایضاً. آب جوش.
ویسکی و آب جوش را در یک لیوان بریزید، مایع را با آتش شعله‌ور کنید و در حالی که شعله‌ور است، هر دو ماده را با ریختن چهار یا پنج بار از یک لیوان به لیوان دیگر، همان‌طور که در تصویر نشان داده شده است، مخلوط کنید. اگر این کار به خوبی انجام شود، ظاهری شبیه به جریان مداوم مایع آتشین خواهد داشت.
با یک قاشق چایخوری شکر سفید پودر شده شیرین کنید و در یک لیوان کوچک، به همراه یک تکه پوست لیمو سرو کنید.
«بلو بلیزر» نامی بسیار خوش‌آوا یا کلاسیک ندارد، اما طعم آن برای کام بهتر از آن چیزی است که به گوش می‌رسد. ناظری که برای اولین بار به یک هنرمند با تجربه نگاه می‌کند که این نوشیدنی را ترکیب می‌کند، به‌طور طبیعی به این نتیجه می‌رسد که این نوشیدنی نکتار پلوتو است تا باکوس. مبتدیان در مخلوط کردن این نوشیدنی باید مراقب باشند که خود را نسوزانند. برای مهارت یافتن در پرتاب مایع از یک ماگ به دیگری، لازم است که مدتی با آب سرد تمرین کنند.: 76–77 

این کوکتل به‌طور برجسته در درام روزنامه‌نگاری تاریخی ساموئل فولر، پارک رو (۱۹۵۲)، به نمایش درآمد.

## ایمنی
بارها به دلیل عدم رعایت قوانین آتش‌نشانی و به خطر انداختن مشتریان به دلیل بی احتیاطی، تعطیل شده‌اند. متصدیان بار نیز از نوشیدنی‌های شعله‌ور دچار سوختگی شده‌اند.

## بارتندینگ ماهرانه

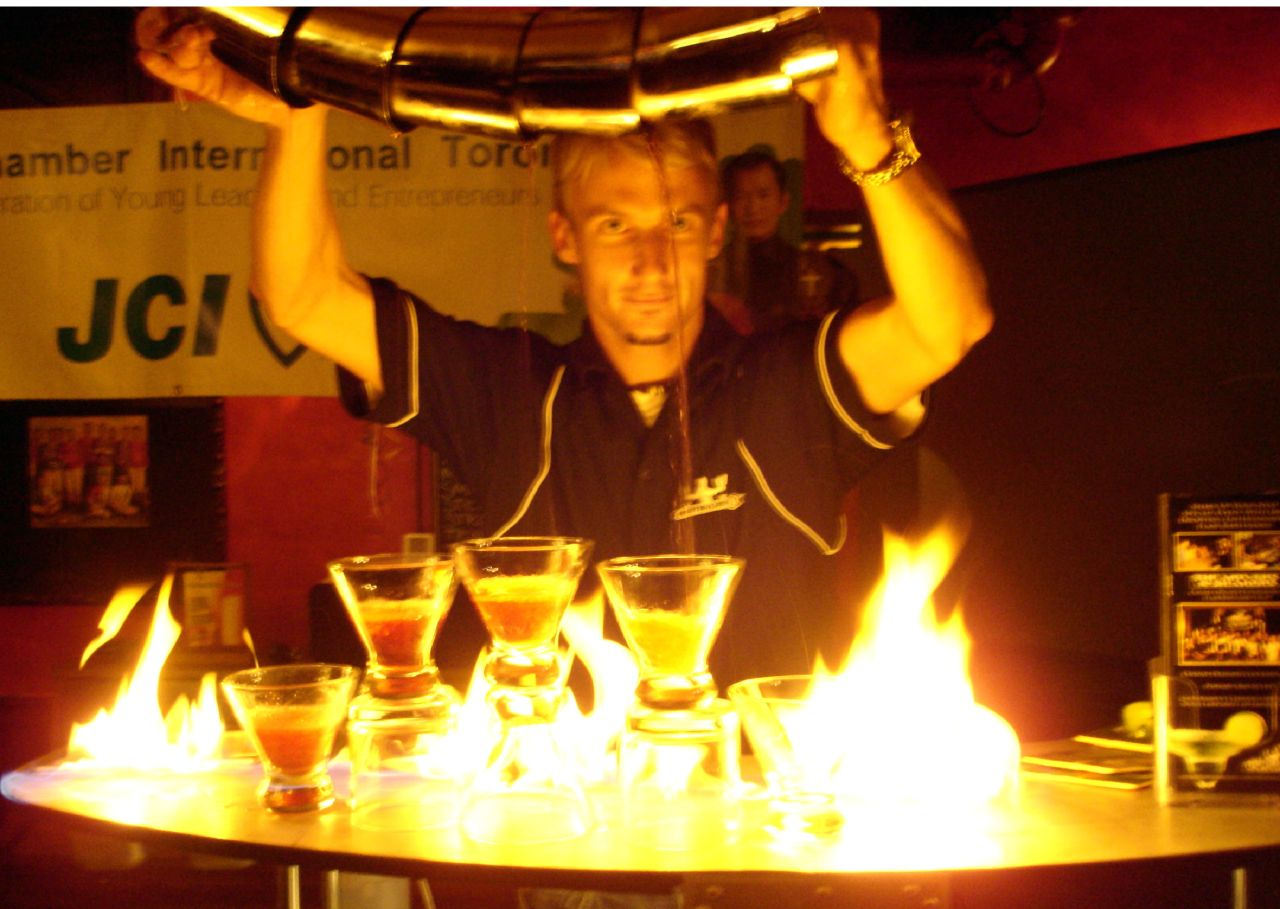
مردی که همزمان پنج مارتینی شعله‌ور می‌ریزد

هنر تهیه نوشیدنی‌های مختلط با سبک و جذابیت، به‌جای صرفاً ریختن آرام از بطری، به عنوان بارتندینگ ماهرانه شناخته می‌شود. کمی جذابیت، مانند یک چرخش یا پرتاب سریع بطری، روش نسبتاً رایجی است که بارتندرها برای تحت تأثیر قرار دادن مشتریان و بهبود تجربه نوشیدن استفاده می‌کنند. با این حال، تهیه یک نوشیدنی شعله‌ور برای یک مشتری نمایانگر سطح بالاتری از جذابیت است. بارها و کلوپ‌های شبانه‌ای که در این سبک بارمن‌داری تخصص دارند، معمولاً به همین خاطر شهرت پیدا می‌کنند و مردم به اندازه نوشیدنی‌ها برای تماشای نمایش به این مکان‌ها مراجعه می‌نمایند.

### پیچ و تاب پرتقال شعله‌ور
پوست بیشتر مرکبات، به‌ویژه پرتقال و لیمو، حاوی روغن‌های فرار قابل اشتعال است. زمانی که یک برش پوست بر روی یک نوشیدنی در بالای شعله، مانند شعله یک کبریت یا فندک، فشرده می‌شود، اسپری حاصل از آن از شعله عبور کرده و کمی کاراملی می‌شود و جلوه‌ای درخشان ایجاد می‌کند. هر تغییر در طعم جزئی است، اما عمل ایجاد اسپری روغن پرتقال بیشتر از اینکه یک مزیت آشپزی باشد، یک نمایش است. این تکنیک می‌تواند هر زمان که در یک دستور نوشیدنی نیاز به طعم مرکبات باشد، انجام شود؛ با این حال، نوشیدنی‌هایی با طعم‌های قوی‌تر برای این کار بهتر از نوشیدنی‌های ملایم هستند. از آنجا که پس از فشردن، پوست دور لبه لیوان مالیده می‌شود و سپس در نوشیدنی قرار می‌گیرد، بهتر است از میوه‌های بسیار تمیز استفاده شود. همچنین، هرچه میوه تازه‌تر باشد، روغن بیشتری در پوست آن وجود خواهد داشت.

### پوستهای آتشین میوه‌ها

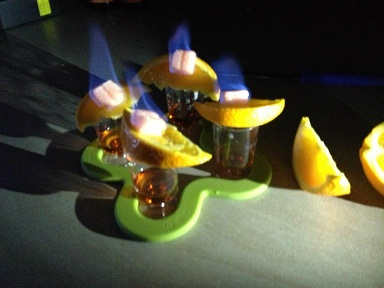
رم استرو، حبه‌های قند خیس خورده در پوسته‌های پرتقال

یک لیمو، لیمو ترش یا پرتقال کوچک به دو نیم تقسیم شده، توخالی می‌شود و سپس معمولاً درون یک کاسه تیکی زینتی پر از مشروبات الکلی مخلوط و آب‌میوه‌ها (مانند یک کوکتل گروهی کاسه عقرب) شناور می‌شود، یا به سادگی درون یک اسنیفر بزرگ برندی قرار می‌گیرد. مقدار کمی رام با غلظت بالا (۴۵٪ ABV یا بیشتر) سپس درون پوست توخالی ریخته شده و به دقت آتش زده می‌شود.
قرار دادن یک حبه قند درون پوسته از دو جهت مفید است. اول، به عنوان فتیله عمل می‌کند تا شعله بهتری ارائه دهد و دوم، وزن پوست را افزایش می‌دهد و به جلوگیری از واژگون شدن آن به داخل نوشیدنی کمک می‌کند. حبه قند کاراملی شده اگر خیلی بد نسوزد، قابل خوردن است. یک پوست میوه با شکر شعله‌ور نیز می‌تواند برای ارائه یا به تأخیر انداختن روشن کردن شات‌های شعله‌ورروی یک نوشیدنی قرار گیرد. همچنین می‌توان از یک برش کوچک میوه یا پوست به جای نصف مرکبات استفاده کرد، به‌ویژه اگر برش به‌منظور گاز زدن پس از نوشیدن الکل باشد؛ ظرف‌های کوچک نسوط نیز می‌توانند استفاده شوند.

### آبسنت

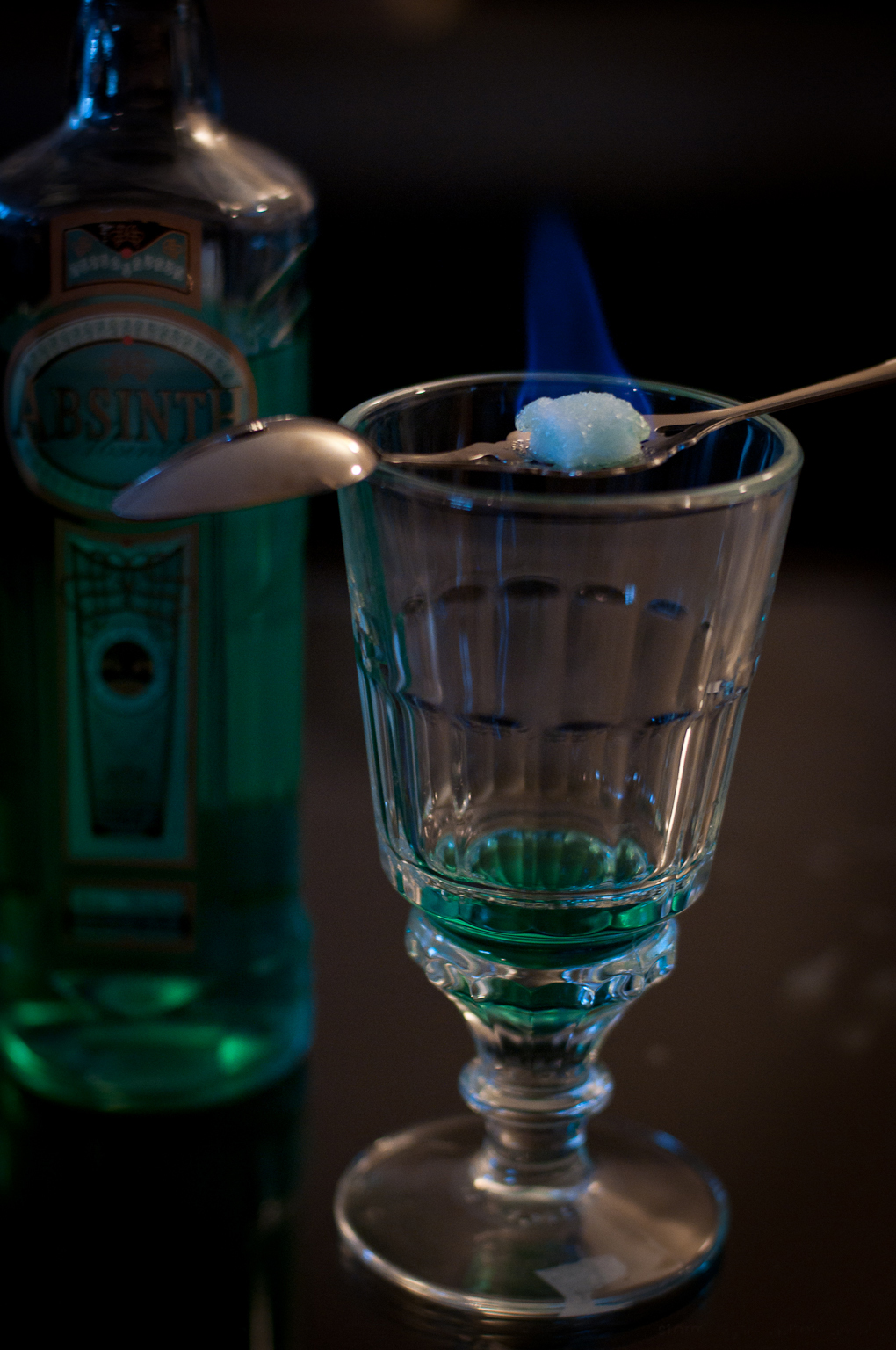
آبسنت استرومو - آیین بوهمیایی همچنین می‌تواند در صورت ریختن قند شعله‌ور، نوشیدنی را مشتعل کند.

آبسنت به‌طور سنتی طبق آیین فرانسوی تهیه می‌شود، که در آن حبه‌های قند به آرامی با ریختن یا چکاندن آب یخ بر روی حبه‌ها در آبسنت حل می‌شوند؛ ترکیب آب با اسانس‌های آبگریز در آبسنت باعث می‌شود که نوشیدنی کدر شود، یا به اصطلاح لوش گردد. در حالی که این روش سنتی تهیه شامل شعله نیست، آبسنت یک مشروب بسیار قابل اشتعال است و بنابراین برای استفاده در کوکتل‌های شعله‌ور مناسب است.
یک آیین جایگزین، آیین بوهمی (چک) است که شامل آتش می‌شود، اما (مستقیماً) خود نوشیدنی را مشتعل نمی‌کند. به‌جای حل کردن آرام قند با آب سرد، حبه قند در آبسنت غوطه‌ور شده و آتش زده می‌شود. این باعث می‌شود که شکر کاراملی شده به داخل آبسنت بچکد که طعم آن را به‌طور قابل توجهی تغییر می‌دهد. این آیین آتش‌زا یک اختراع مدرن است که در دهه ۱۹۹۰ به وجود آمد و در ابتدا به‌منظور منحرف کردن توجه‌ها از این واقعیت بود که آبسنت‌های چکه ای آن زمان اغلب فقط ودکایی با غلظت بالا با رنگ و طعم مصنوعی بودند. با این حال، طبیعت آتش‌بازی این آیین باعث شده است که حتی با بهبود کیفیت چنین آبسنت‌هایی، محبوبیت آن ادامه یابد.

## الکل‌های مورد استفاده
بسیاری از مشروبات مختلف و ترکیب‌های آن‌ها می‌توانند به‌عنوان مواد اولیه در یک نوشیدنی شعله‌ور استفاده شوند. به‌طور نظری، هر نوشیدنی با ۴۰٪ الکل (معادل خلوص ۸۰) یا بیشتر قابل اشتعال است، اگرچه برای تولید شعله‌ای پایدار حداقل به ۵۰٪ (معادل خلوص ۱۰۰) نیاز است. این لیست فقط شامل مشروباتی است که در منابع معتبر رسانه‌های اصلی ذکر شده‌اند. هر گونه نظری دربارهٔ مشروبات به منابع ذکر شده نسبت داده می‌شود.
- آبسنت[۷]
- آمارتو[۲]
- کنیاک[۶]
- اورکلییر[۷]
- جین – می‌سوزد، اما شعله آن به اندازه الکل‌های با خلوص بالاتر بزرگ نیست[۶]
- گران مارنیه – به‌طور کلی بوی خوشایندی در حین سوختن دارد[۱۲]
- کاهلوا[۲][۷]
- رام با غلظت بالا (معمولاً به عنوان "رام ۱۵۱" شناخته می‌شود)
  - باکاردی ۱۵۱ – به‌ویژه تمیز و سریع می‌سوزد[۸]
  - استرو ۱۶۰ – اشتعال‌پذیری بالا و خوشبو[۱۶][۱۷]
- پویتین – به‌طور سنتی می‌سوزد.[۱۸][۱۹][۲۰]
- سامبوکا – شعله‌های آبی بزرگی تولید می‌کند و بوی خاصی از انسیون دارد.[۲۱]
- ویسکی اسکاچ[۴]: 76–77
- وودکا – شعله‌های آبی بزرگی تولید می‌کند.[۲۱]

آبجو، با محتوای بالای آب خود، در بسیاری از کوکتل‌ها هم برای خاموش کردن شعله‌ها و هم برای طعم‌دهی استفاده می‌شود. به عنوان مثال، در دکتر پپر شعله‌ور، یک شات گیلاس شعله‌ور پر از مشروبات به داخل یک ماگ آبجو بزرگ انداخته می‌شود و بلافاصله مصرف می‌گردد.

## فهرست نوشیدنی‌های شعله‌ور
نوشیدنی‌های آتشین زیادی وجود دارد، و متصدیان بار خلاق اغلب نوشیدنی‌های جدید و تغییراتی در نوشیدنی‌های موجود اختراع می‌کنند. این فهرست تنها شامل نوشیدنی‌هایی است که در منابع معتبر رسانه‌های جریان اصلی ذکر شده‌اند. هرگونه نظری در مورد نوشیدنی‌ها به منابع ذکر شده نسبت داده می‌شود.
بله، نوشیدنی‌های شعله‌ور زیادی وجود دارد و متصدیان بار خلاق اغلب نوشیدنی‌های جدید و تغییرات بر روی نوشیدنی‌های موجود را ابداع می‌کنند. این لیست فقط شامل نوشیدنی‌هایی است که در منابع معتبر رسانه‌های اصلی ذکر شده‌اند. هر گونه نظری دربارهٔ نوشیدنی‌ها به منابع ذکر شده نسبت داده می‌شود.
- آبسنت
- بی-۵۲ شعله‌ور[۲۲]
- بک‌درفت
- بلیزر آبی : ۷۶–۷۷ [۲۳]
- دکتر پپر شعله‌ور
- آتشفشان شعله‌ور، کاسه آتشفشان، یا کاسه عشق تیکی
- زامبی شعله‌ور

## پیوند به
- Gulpology.com: A delicious Cocktail Recipes from expert gulpologists